# Behaim (månekrater)
Behaim er et nedslagskrater på Månen. Det befinder sig på Månens forside, nær den østlige rand, og det er opkaldt efter den tyske geograf Martin Behaim (1459 – 1507).
Navnet blev officielt tildelt af den Internationale Astronomiske Union (IAU) i 1970.
Først observation er rapporteret at være sket i 1834 af Johann Heinrich von Mädler.

## Omgivelser
Behaim ligger lige syd for Ansgariuskrateret. Syd for Behaim ligger Hecataeuskrateret, og mod øst-sydøst findes Gibbskrateret.

## Karakteristika
De indre vægge langs Behaims rand udviser stadig spor af gamle, nu nedslidte terrasser. Randen har ikke været udsat for nogen betydende mængde nedslag, men har alligevel ikke en cirkulær form på grund af en indadgående bule i den nordlige væg. Krateret har en bemærkelsesværdig central top i kraterbundens midte. En kløftlignende fordybning krydser den sydlige rand og fortsætter mod syd.

## Satellitkratere
De kratere, som kaldes satellitter, er små kratere beliggende i eller nær hovedkrateret. Deres dannelse er sædvanligvis sket uafhængigt af dette, men de får samme navn som hovedkrateret med tilføjelse af et stort bogstav. På kort over Månen er det en konvention at identificere dem ved at placere dette bogstav på den side af satellitkraterets midte, som ligger nærmest hovedkrateret. Behaimkrateret har følgende satellitkratere:
| Behaim | Længde  | Bredde  | Diameter |
| ------ | ------- | ------- | -------- |
| B      | 16,1° S | 76,8° Ø | 24 km    |
| Ba     | 16,4° S | 76,0° Ø | 14 km    |
| C      | 16,7° S | 77,8° Ø | 13 km    |
| N      | 16,1° S | 73,5° Ø | 9 km     |
| S      | 16,6° S | 81,4° Ø | 25 km    |
| T      | 16,1° S | 81,3° Ø | 11 km    |

## Måneatlas
- Billeder af Behaimkrateret i LPI-måneatlasset